# Heterobrissus niasicus
Heterobrissus niasicus is een zee-egel uit de onderorde Paleopneustina. Voor de taxonomische positie, zie het geslacht.
De wetenschappelijke naam van de soort werd in 1901 gepubliceerd door Ludwig Döderlein.